# Serie A de Ecuador 2025
El Campeonato Ecuatoriano de Fútbol 2025 llamado oficialmente «Liga Ecuabet Conectada por Xtrim 2025» por motivos de patrocinio, es la sexagésima séptima (67.ª) edición de la Serie A del fútbol profesional ecuatoriano y la séptima (7.ª) bajo la denominación de LigaPro. El torneo es organizado por la Liga Profesional de Fútbol del Ecuador, empezó el 14 de febrero y finalizará en diciembre.
En esta temporada se produce el debut del Vinotinto del Ecuador Fútbol Club de Quito, esto aumenta a 62 la cifra total de equipos que alguna vez han jugado en primera división. El Manta Fútbol Club de la provincia de Manabí retornó a la máxima división del fútbol ecuatoriano tras 3 años, siendo la última vez en 2021.

## Sistema de juego
El sistema de juego del Campeonato Nacional 2025 fue confirmado el 27 de septiembre de 2024 durante el Consejo de Presidentes LigaPro, estará compuesto de dos etapas, se jugará con una nueva modalidad con respecto a las temporadas pasadas.
La Fase Inicial consiste en una fase bajo la modalidad de todos contra todos a dos vueltas completando en total 30 fechas. Después de la temporada regular, los seis mejores equipos se clasificarán para el hexagonal por el título (oficialmente llamado Fase Final I), los equipos del 7.º al 12.º lugar se clasificarán para el hexagonal por un cupo a torneo internacional (oficialmente llamado Fase Final II) y los últimos cuatro equipos (del 13.º al 16.º lugar) jugarán en el Grupo Descenso, después de lo cual los dos últimos equipos descenderán a la Serie B 2026. Tanto los hexagonales como el cuadrangular se jugarán bajo la modalidad de todos contra todos a dos vueltas, es decir 10 y 6 fechas según corresponda, así al final de temporada los clubes disputarán 40 y 36 partidos en total. Los puntos y goles se conservan en su totalidad al iniciar la fase final.
Para torneos Conmebol los cupos se reparten de la siguiente manera: para la Copa Libertadores 2026 clasifican el campeón como Ecuador 1, el primer lugar de la Fase Inicial como Ecuador 2, el primer ubicado de la Fase Final I como Ecuador 3 y el último cupo a la Copa Libertadores (Ecuador 4) está asignado al campeón, subcampeón o mejor ubicado de la Copa Ecuador 2025. Para la Copa Sudamericana 2026 clasifican: el segundo ubicado de la Fase Final I como Ecuador 1, el tercer ubicado de la Fase Final I como Ecuador 2, el cuarto ubicado de la Fase Final I como Ecuador 3 y el primer ubicado de la Fase Final II como Ecuador 4. Además el campeón inicialmente disputará la Supercopa de Ecuador 2026.

### Criterios de desempate
El orden de clasificación de los equipos al finalizar cada fase, se determina en una tabla de cómputo general de la siguiente manera:
1. Mayor cantidad de puntos.
2. Mayor diferencia de goles; en caso de igualdad;
3. Mayor cantidad de goles a favor; en caso de igualdad;
4. Mayor cantidad de goles en condición de visitante; en caso de igualdad;
5. Mejor performance en los partidos que se enfrentaron entre sí en cada etapa; en caso de igualdad;
6. Sorteo público.

## Relevo anual de clubes
| Pos | Ascendidos de la Serie B |
| --- | ------------------------ |
| 1.º | Vinotinto Ecuador        |
| 2.º | Manta                    |

| Pos  | Descendidos de la Serie A |
| ---- | ------------------------- |
| 15.º | Imbabura                  |
| 16.º | Cumbayá                   |

## Equipos participantes
| Club                                  | Ciudad    | Entrenador            | Estadio                                    | Capacidad | Marca           | Patrocinador |
| ------------------------------------- | --------- | --------------------- | ------------------------------------------ | --------- | --------------- | --- |
| Sociedad Deportiva Aucas              | Quito     | Gabriel Pereyra       | Cooprogreso Gonzalo Pozo Ripalda           | 18 799    | Lotto           | |
| Barcelona Sporting Club               | Guayaquil | Ismael Rescalvo       | Monumental Banco Pichincha                 | 57 267    | Marathon Sports | Cerveza Pilsener |
| Delfín Sporting Club                  | Manta     | Patricio Urrutia      | Jocay                                      | 22 000    | Baldo's         | Hotel Oro Verde Manta |
| Club Deportivo Cuenca                 | Cuenca    | Norberto Araujo       | Alejandro Serrano Aguilar Banco del Austro | 14 500    | Lotto           | Ver lista Banco del Austro Chubb Seguros                                                                                       |
| Club Deportivo El Nacional            | Quito     | Juan Carlos Pérez     | Olímpico Atahualpa                         | 38 258    | Lotto           | Ver lista ANDEC Teojama Comercial                                                                                              |
| Club Sport Emelec                     | Guayaquil | Guillermo Duró        | George Capwell Banco del Austro            | 39 000    | Adidas          | Zapping |
| Club Independiente del Valle          | Sangolquí | Javier Rabanal        | Banco Guayaquil                            | 12 000    | Marathon Sports | Ver lista Ecuabet Banco Guayaquil MG Motor Chubb Seguros                                                                       |
| Libertad Fútbol Club                  | Loja      | Juan Carlos León      | Reina del Cisne                            | 14 935    | Macón Sport     | Grand Aviation |
| Liga Deportiva Universitaria de Quito | Quito     | Tiago Nunes           | Rodrigo Paz Delgado                        | 41 575    | Puma            | Banco Pichincha |
| Club Deportivo Macará                 | Ambato    | Guillermo Sanguinetti | Bellavista Universidad Indoamérica         | 10 978    | Boman           | Ver lista San Francisco COAC Ltda. Herramientas Ingco Su Accesorio Importadores Saludsa Bankard del Banco Bolivariano Cemediam |
| Manta Fútbol Club                     | Manta     | Efrén Mera            | Jocay                                      | 22 000    | Jasa Evolution  | Ver lista Atún Isabel Terminal Portuaria de Manta Tadel S.A.                                                                   |
| Mushuc Runa Sporting Club             | Ambato    | Paúl Vélez            | Olímpico Fernando Guerrero                 | 14 400    | Boman           | Mushuc Runa COAC |
| Orense Sporting Club                  | Machala   | Raúl Antuña           | Banco de Machala 9 de Mayo                 | 16 456    | Elohim          | Ver lista Banco de Machala IncarPalm                                                                                           |
| Club Técnico Universitario            | Ambato    | Geovanny Cumbicus     | Bellavista Universidad Indoamérica         | 10 978    | Vaz Sport       | Ver lista San Francisco COAC Ltda. Plastivill Óptica InterAndina Cooperativa Ambato Doltrex                                    |
| Club Deportivo Universidad Católica   | Quito     | Diego Martínez        | Olímpico Atahualpa                         | 38 258    | Umbro           | Fundación Crisfe |
| Vinotinto del Ecuador Fútbol Club     | Quito     | Vacante               | Olímpico Atahualpa                         | 38 258    | Astro           | Panolini |

## Equipos por ubicación geográfica
| Provincia  | N.° | Equipos |
| ---------- | --- | --- |
| Pichincha  | 6   | - Aucas - El Nacional - Independiente del Valle - Liga de Quito - Universidad Católica - Vinotinto Ecuador |
| Tungurahua | 3   | - Macará - Mushuc Runa - Técnico Universitario                                                             |
| Guayas     | 2   | - Barcelona - Emelec                                                                                       |
| Manabí     | 2   | - Delfín - Manta                                                                                           |
| Azuay      | 1   | - Deportivo Cuenca                                                                                         |
| El Oro     | 1   | - Orense                                                                                                   |
| Loja       | 1   | - Libertad                                                                                                 |

| Delfín Manta Independiente del Valle Barcelona Emelec Deportivo Cuenca Aucas El Nacional Liga de Quito Universidad Católica Vinotinto Ecuador Macará Mushuc Runa Técnico Universitario Orense Libertad |

## Cambio de entrenadores

### Fase inicial
| Equipo                  | Pos. | Entrenador saliente | Último partido                         | Fecha        | Entrenador sucesor    | Fecha debut | Ref.          |
| ----------------------- | ---- | ------------------- | -------------------------------------- | ------------ | --------------------- | ----------- | ------------- |
| Universidad Católica    | —    | Jorge Célico        | Pretemporada                           | Pretemporada | Diego Martínez        | 1.º         | [ 32 ] [ 33 ] |
| El Nacional             | —    | Marcelo Zuleta      | Pretemporada                           | Pretemporada | Omar Asad             | 1.º         | [ 34 ] [ 35 ] |
| Independiente del Valle | —    | Javier Gandolfi     | Pretemporada                           | Pretemporada | Javier Rabanal        | 1.º         | [ 36 ] [ 37 ] |
| Delfín                  | —    | Javier Carvajal     | Pretemporada                           | Pretemporada | Nicolás Chietino      | 1.º         | [ 38 ] [ 39 ] |
| Emelec                  | —    | Leonel Álvarez      | Pretemporada                           | Pretemporada | Jorge Célico          | 1.º         | [ 40 ] [ 41 ] |
| Técnico Universitario   | 16   | Paúl Vélez          | Técnico Universitario 0–1 Barcelona    | 5.º          | José Hernández        | 6.º         | [ 42 ] [ 43 ] |
| Orense                  | 11   | Santiago Escobar    | Libertad 4–1 Orense                    | 5.º          | Raúl Antuña           | 6.º         | [ 44 ] [ 45 ] |
| Macará                  | 11   | Álex Pallarés       | Macará 0–1 Deportivo Cuenca            | 8.º          | Guillermo Sanguinetti | 9.º         | [ 46 ] [ 47 ] |
| Delfín                  | 14   | Nicolás Chietino    | Delfín 0–0 Macará                      | 9.º          | Patricio Urrutia      | 10.º        | [ 48 ] [ 49 ] |
| Liga de Quito           | 6    | Pablo Sánchez       | Universidad Católica 3–1 Liga de Quito | 14.º         | Tiago Nunes           | 16.º        | [ 50 ] [ 51 ] |
| Barcelona               | 3    | Segundo Castillo    | Liga de Quito 3–1 Barcelona            | 7.º          | Ismael Rescalvo       | 18.º        | [ 52 ] [ 53 ] |
| El Nacional             | 12   | Omar Asad           | El Nacional 0–3 Universidad Católica   | 17.º         | Juan Carlos Pérez     | 21.º        | [ 54 ] [ 55 ] |
| Técnico Universitario   | 16   | José Hernández      | Libertad 4–1 Técnico Universitario     | 17.º         | Geovanny Cumbicus     | 18.º        | [ 56 ] [ 57 ] |
| Emelec                  | 14   | Jorge Célico        | Universidad Católica 1–1 Emelec        | 16.º         | Guillermo Duró        | 22.º        | [ 58 ] [ 59 ] |
| Mushuc Runa             | 15   | Ever Hugo Almeida   | Emelec 1–0 Mushuc Runa                 | 21.º         | Fabián Frías          | 22.º        | [ 60 ] [ 61 ] |
| Mushuc Runa             | 16   | Fabián Frías        | Liga de Quito 2–1 Mushuc Runa          | 23.º         | Paúl Vélez            | 24.º        | [ 62 ] [ 63 ] |
| Vinotinto Ecuador       | 15   | Juan Grabowski      | Deportivo Cuenca 2–0 Vinotinto Ecuador | 25.º         | Bandera de ?          | ?.º         | [ 64 ]        |

### Listado
| Listado de entrenadores | Listado de entrenadores      | Listado de entrenadores |
| Equipo                  | Entrenador                   | Fechas                  |
| ----------------------- | ---------------------------- | ----------------------- |
| Aucas                   | Gabriel Pereyra              | 1–act.                  |
| Barcelona               | Segundo Castillo             | 1–16                    |
| Barcelona               | Pablo Trobbiani (interino)   | 17                      |
| Barcelona               | Ismael Rescalvo              | 18–act.                 |
| Delfín                  | Nicolás Chietino             | 1–9                     |
| Delfín                  | Patricio Urrutia             | 10–act.                 |
| Deportivo Cuenca        | Norberto Araujo              | 1–act.                  |
| El Nacional             | Omar Asad                    | 1–17                    |
| El Nacional             | Juan Carlos Pérez (interino) | 18–20                   |
| El Nacional             | Juan Carlos Pérez            | 21–act.                 |
| Emelec                  | Jorge Célico                 | 1–17                    |
| Emelec                  | Cristian Nasuti (interino)   | 18–21                   |
| Emelec                  | Guillermo Duró               | 22–act.                 |
| Independiente del Valle | Javier Rabanal               | 1–act.                  |
| Libertad                | Juan Carlos León             | 1–act.                  |
| Liga de Quito           | Pablo Sánchez                | 1–6, 8–14               |
| Liga de Quito           | Patricio Hurtado (interino)  | 15                      |
| Liga de Quito           | Tiago Nunes                  | 7, 16–act.              |
| Macará                  | Álex Pallarés                | 1–8                     |
| Macará                  | Guillermo Sanguinetti        | 9–act.                  |
| Manta                   | Efrén Mera                   | 1–act.                  |
| Mushuc Runa             | Ever Hugo Almeida            | 1–21                    |
| Mushuc Runa             | Fabián Frías                 | 22–23                   |
| Mushuc Runa             | Paúl Vélez                   | 24–act.                 |
| Orense                  | Santiago Escobar             | 1–5                     |
| Orense                  | Raúl Antuña                  | 6–act.                  |
| Técnico Universitario   | Paúl Vélez                   | 1–5                     |
| Técnico Universitario   | José Hernández               | 6–17                    |
| Técnico Universitario   | Geovanny Cumbicus            | 18–act.                 |
| Universidad Católica    | Diego Martínez               | 1–act.                  |
| Vinotinto Ecuador       | Juan Grabowski               | 1–25                    |

## Fase inicial

### Clasificación
| Pos. | Equipo                  | Pts. | PJ | G  | E  | P  | GF | GC | Dif. | Clasificación                                           |
| ---- | ----------------------- | ---- | -- | -- | -- | -- | -- | -- | ---- | ------------------------------------------------------- |
| 1    | Independiente del Valle | 53   | 25 | 15 | 8  | 2  | 45 | 20 | +25  | Fase final Ⅰ y fase de grupos de Copa Libertadores 2026 |
| 2    | Liga de Quito           | 44   | 25 | 12 | 8  | 5  | 41 | 24 | +17  | Fase final Ⅰ                                            |
| 3    | Barcelona               | 44   | 25 | 13 | 5  | 7  | 37 | 29 | +8   | Fase final Ⅰ                                            |
| 4    | Deportivo Cuenca        | 39   | 25 | 11 | 6  | 8  | 30 | 25 | +5   | Fase final Ⅰ                                            |
| 5    | Libertad                | 38   | 25 | 10 | 8  | 7  | 37 | 32 | +5   | Fase final Ⅰ                                            |
| 6    | Aucas                   | 38   | 25 | 11 | 5  | 9  | 33 | 34 | −1   | Fase final Ⅰ                                            |
| 7    | Orense                  | 38   | 25 | 11 | 5  | 9  | 27 | 29 | −2   | Fase final Ⅱ                                            |
| 8    | Universidad Católica    | 36   | 25 | 9  | 9  | 7  | 46 | 33 | +13  | Fase final Ⅱ                                            |
| 9    | Emelec                  | 35   | 25 | 9  | 8  | 8  | 24 | 28 | −4   | Fase final Ⅱ                                            |
| 10   | El Nacional             | 28   | 25 | 7  | 7  | 11 | 30 | 35 | −5   | Fase final Ⅱ                                            |
| 11   | Delfín                  | 28   | 25 | 6  | 10 | 9  | 24 | 37 | −13  | Fase final Ⅱ                                            |
| 12   | Macará                  | 27   | 25 | 6  | 9  | 10 | 23 | 26 | −3   | Fase final Ⅱ                                            |
| 13   | Manta                   | 25   | 25 | 5  | 10 | 10 | 31 | 42 | −11  | Grupo Descenso                                          |
| 14   | Técnico Universitario   | 25   | 25 | 6  | 7  | 12 | 24 | 35 | −11  | Grupo Descenso                                          |
| 15   | Vinotinto Ecuador       | 24   | 25 | 6  | 6  | 13 | 29 | 36 | −7   | Grupo Descenso                                          |
| 16   | Mushuc Runa             | 20   | 25 | 5  | 5  | 15 | 27 | 43 | −16  | Grupo Descenso                                          |

Actualizado a los partidos jugados el 18 de agosto de 2025.
 Fuente: LigaPro

### Evolución de la clasificación
| Equipo                  | 01 | 02 | 03 | 04 | 05 | 06 | 07 | 08 | 09 | 10 | 11 | 12 | 13 | 14 | 15 | 16 | 17 | 18 | 19 | 20 | 21 | 22 | 23 | 24 | 25 | 26 | 27 | 28 | 29 | 30 |
| ----------------------- | -- | -- | -- | -- | -- | -- | -- | -- | -- | -- | -- | -- | -- | -- | -- | -- | -- | -- | -- | -- | -- | -- | -- | -- | -- | -- | -- | -- | -- | -- |
| Independiente del Valle | 14 | 13 | 13 | 9  | 10 | 6  | 3  | 1  | 1  | 1  | 2  | 2  | 2  | 1  | 1  | 1  | 1  | 1  | 1  | 1  | 1  | 1  | 1  | 1  | 1  | 1  | 1  |    |    |    |
| Liga de Quito           | 8  | 10 | 6  | 2  | 5  | 2  | 5  | 9  | 6  | 5  | 6  | 4  | 4  | 6  | 4  | 3  | 3  | 4  | 3  | 2  | 3  | 2  | 2  | 3  | 2  |    |    |    |    |    |
| Barcelona               | 5  | 2  | 1  | 1  | 1  | 1  | 1  | 3  | 3  | 2  | 1  | 1  | 1  | 2  | 2  | 2  | 2  | 2  | 2  | 3  | 2  | 3  | 3  | 2  | 3  |    |    |    |    |    |
| Deportivo Cuenca        | 6  | 1  | 4  | 7  | 9  | 11 | 11 | 10 | 12 | 8  | 8  | 9  | 7  | 7  | 5  | 5  | 4  | 3  | 5  | 4  | 4  | 7  | 5  | 7  | 4  |    |    |    |    |    |
| Libertad                | 3  | 5  | 9  | 5  | 2  | 3  | 6  | 8  | 5  | 4  | 5  | 6  | 6  | 9  | 10 | 10 | 8  | 9  | 7  | 7  | 6  | 6  | 8  | 6  | 5  |    |    |    |    |    |
| Aucas                   | 2  | 6  | 7  | 10 | 6  | 10 | 9  | 7  | 9  | 7  | 4  | 3  | 3  | 4  | 3  | 4  | 6  | 6  | 6  | 6  | 7  | 5  | 6  | 4  | 6  |    |    |    |    |    |
| Orense                  | 12 | 9  | 10 | 8  | 11 | 8  | 7  | 4  | 7  | 9  | 10 | 8  | 5  | 3  | 6  | 6  | 5  | 5  | 4  | 5  | 5  | 4  | 4  | 5  | 7  |    |    |    |    |    |
| Universidad Católica    | 1  | 4  | 5  | 6  | 3  | 5  | 2  | 5  | 4  | 6  | 7  | 7  | 9  | 5  | 8  | 9  | 7  | 8  | 8  | 9  | 8  | 8  | 7  | 8  | 8  |    |    |    |    |    |
| Emelec                  | 16 | 16 | 16 | 16 | 14 | 15 | 15 | 13 | 11 | 13 | 11 | 12 | 14 | 15 | 13 | 13 | 14 | 14 | 13 | 14 | 10 | 9  | 9  | 9  | 9  |    |    |    |    |    |
| El Nacional             | 11 | 11 | 12 | 14 | 15 | 16 | 16 | 16 | 16 | 15 | 15 | 13 | 13 | 11 | 9  | 11 | 12 | 11 | 10 | 12 | 11 | 11 | 11 | 11 | 10 |    |    |    |    |    |
| Delfín                  | 13 | 8  | 8  | 13 | 12 | 14 | 14 | 15 | 14 | 16 | 16 | 14 | 12 | 10 | 11 | 8  | 10 | 7  | 9  | 8  | 9  | 10 | 10 | 10 | 11 |    |    |    |    |    |
| Macará                  | 7  | 3  | 2  | 3  | 4  | 7  | 10 | 11 | 10 | 11 | 12 | 15 | 15 | 14 | 14 | 14 | 13 | 13 | 12 | 13 | 14 | 14 | 13 | 14 | 12 |    |    |    |    |    |
| Manta                   | 10 | 15 | 15 | 12 | 13 | 12 | 12 | 12 | 13 | 12 | 14 | 11 | 11 | 13 | 12 | 12 | 11 | 12 | 14 | 11 | 13 | 13 | 14 | 15 | 13 |    |    |    |    |    |
| Técnico Universitario   | 15 | 14 | 14 | 15 | 16 | 13 | 13 | 14 | 15 | 14 | 13 | 16 | 16 | 16 | 16 | 16 | 16 | 16 | 16 | 16 | 16 | 15 | 15 | 12 | 14 |    |    |    |    |    |
| Vinotinto Ecuador       | 9  | 12 | 11 | 11 | 7  | 4  | 4  | 2  | 2  | 3  | 3  | 5  | 8  | 8  | 7  | 7  | 9  | 10 | 11 | 10 | 12 | 12 | 12 | 13 | 15 |    |    |    |    |    |
| Mushuc Runa             | 4  | 7  | 3  | 4  | 8  | 9  | 8  | 6  | 8  | 10 | 9  | 10 | 10 | 12 | 15 | 15 | 15 | 15 | 15 | 15 | 15 | 16 | 16 | 16 | 16 | 16 |    |    |    |    |

| 1. 2. |

### Resultados
- Los horarios corresponden al huso horario de Ecuador: (UTC-5).

#### Primera vuelta
| Fecha 1       | Fecha 1   | Fecha 1                 | Fecha 1              | Fecha 1       | Fecha 1 | Fecha 1                             |
| Local         | Resultado | Visitante               | Estadio              | Fecha         | Hora    | TV                                  |
| ------------- | --------- | ----------------------- | -------------------- | ------------- | ------- | ----------------------------------- |
| Manta         | 2 – 3     | Barcelona               | Jocay                | 14 de febrero | 19:00   | ECDF y Zapping Sports               |
| Aucas         | 4 – 1     | Técnico Universitario   | Gonzalo Pozo Ripalda | 15 de febrero | 14:00   | ECDF y Zapping Sports               |
| Libertad      | 2 – 0     | Independiente del Valle | Reina del Cisne      | 15 de febrero | 16:30   | ECDF y Zapping Sports               |
| Macará        | 1 – 0     | Orense                  | Bellavista           | 15 de febrero | 19:00   | ECDF, Ecuavisa y Zapping Sports     |
| Liga de Quito | 0 – 0     | Vinotinto Ecuador       | Rodrigo Paz Delgado  | 16 de febrero | 12:45   | ECDF, Ecuavisa y Zapping Sports     |
| El Nacional   | 0 – 1     | Deportivo Cuenca        | Olímpico Atahualpa   | 16 de febrero | 15:15   | ECDF, Teleamazonas y Zapping Sports |
| Emelec        | 0 – 4     | Universidad Católica    | George Capwell       | 16 de febrero | 18:00   | ECDF, Teleamazonas y Zapping Sports |
| Mushuc Runa   | 2 – 0     | Delfín                  | Fernando Guerrero    | 17 de febrero | 19:00   | ECDF y Zapping Sports               |

| Fecha 2                 | Fecha 2   | Fecha 2       | Fecha 2                   | Fecha 2       | Fecha 2 | Fecha 2                             |
| Local                   | Resultado | Visitante     | Estadio                   | Fecha         | Hora    | TV                                  |
| ----------------------- | --------- | ------------- | ------------------------- | ------------- | ------- | ----------------------------------- |
| Deportivo Cuenca        | 2 – 0     | Aucas         | Alejandro Serrano Aguilar | 21 de febrero | 19:00   | ECDF y Zapping Sports               |
| Vinotinto Ecuador       | 1 – 2     | Macará        | Olímpico Atahualpa        | 22 de febrero | 14:00   | ECDF y Zapping Sports               |
| Delfín                  | 2 – 0     | Emelec        | Jocay                     | 22 de febrero | 16:30   | ECDF, Teleamazonas y Zapping Sports |
| Independiente del Valle | 1 – 1     | Liga de Quito | Banco Guayaquil           | 22 de febrero | 19:00   | ECDF, Ecuavisa y Zapping Sports     |
| Universidad Católica    | 1 – 1     | El Nacional   | Olímpico Atahualpa        | 23 de febrero | 12:45   | ECDF, Teleamazonas y Zapping Sports |
| Orense                  | 2 – 1     | Manta         | 9 de Mayo                 | 23 de febrero | 15:15   | ECDF, Ecuavisa y Zapping Sports     |
| Barcelona               | 1 – 0     | Mushuc Runa   | Monumental                | 23 de febrero | 18:00   | ECDF y Zapping Sports               |
| Técnico Universitario   | 2 – 2     | Libertad      | Bellavista                | 24 de febrero | 19:00   | ECDF y Zapping Sports               |

| Fecha 3                 | Fecha 3   | Fecha 3               | Fecha 3              | Fecha 3       | Fecha 3 | Fecha 3                             |
| Local                   | Resultado | Visitante             | Estadio              | Fecha         | Hora    | TV                                  |
| ----------------------- | --------- | --------------------- | -------------------- | ------------- | ------- | ----------------------------------- |
| Emelec                  | 0 – 0     | Macará                | George Capwell       | 28 de febrero | 19:00   | Teleamazonas, ECDF y Zapping Sports |
| Mushuc Runa             | 3 – 1     | Deportivo Cuenca      | Fernando Guerrero    | 1 de marzo    | 14:00   | ECDF y Zapping Sports               |
| Liga de Quito           | 4 – 0     | Orense                | Rodrigo Paz Delgado  | 1 de marzo    | 16:30   | ECDF y Zapping Sports               |
| Libertad                | 1 – 4     | Barcelona             | Reina del Cisne      | 1 de marzo    | 19:00   | Ecuavisa, ECDF y Zapping Sports     |
| Independiente del Valle | 1 – 1     | Universidad Católica  | Banco Guayaquil      | 2 de marzo    | 13:00   | Teleamazonas, ECDF y Zapping Sports |
| Aucas                   | 2 – 2     | Vinotinto Ecuador     | Gonzalo Pozo Ripalda | 2 de marzo    | 15:30   | Ecuavisa, ECDF y Zapping Sports     |
| El Nacional             | 0 – 0     | Técnico Universitario | Olímpico Atahualpa   | 2 de marzo    | 18:00   | ECDF y Zapping Sports               |
| Manta                   | 2 – 2     | Delfín                | Jocay                | 3 de marzo    | 19:00   | ECDF y Zapping Sports               |

| Fecha 4              | Fecha 4   | Fecha 4                 | Fecha 4                   | Fecha 4     | Fecha 4 | Fecha 4                             |
| Local                | Resultado | Visitante               | Estadio                   | Fecha       | Hora    | TV                                  |
| -------------------- | --------- | ----------------------- | ------------------------- | ----------- | ------- | ----------------------------------- |
| Deportivo Cuenca     | 0 – 1     | Libertad                | Alejandro Serrano Aguilar | 7 de marzo  | 19:00   | ECDF y Zapping Sports               |
| Liga de Quito        | 3 – 0     | Delfín                  | Rodrigo Paz Delgado       | 8 de marzo  | 14:00   | Teleamazonas, ECDF y Zapping Sports |
| Manta                | 4 – 3     | El Nacional             | Jocay                     | 8 de marzo  | 16:30   | Ecuavisa, ECDF y Zapping Sports     |
| Barcelona            | 0 – 4     | Independiente del Valle | Monumental                | 8 de marzo  | 19:00   | Ecuavisa, ECDF y Zapping Sports     |
| Universidad Católica | 1 – 1     | Mushuc Runa             | Olímpico Atahualpa        | 9 de marzo  | 13:00   | ECDF y Zapping Sports               |
| Macará               | 1 – 1     | Aucas                   | Bellavista                | 9 de marzo  | 15:30   | Teleamazonas, ECDF y Zapping Sports |
| Vinotinto Ecuador    | 2 – 1     | Emelec                  | Olímpico Atahualpa        | 9 de marzo  | 18:00   | ECDF y Zapping Sports               |
| Orense               | 2 – 1     | Técnico Universitario   | 9 de Mayo                 | 10 de marzo | 19:00   | ECDF y Zapping Sports               |

| Fecha 5                 | Fecha 5   | Fecha 5           | Fecha 5            | Fecha 5     | Fecha 5 | Fecha 5                             |
| Local                   | Resultado | Visitante         | Estadio            | Fecha       | Hora    | TV                                  |
| ----------------------- | --------- | ----------------- | ------------------ | ----------- | ------- | ----------------------------------- |
| Mushuc Runa             | 1 – 2     | Vinotinto Ecuador | Fernando Guerrero  | 14 de marzo | 19:00   | ECDF y Zapping Sports               |
| Libertad                | 4 – 1     | Orense            | Reina del Cisne    | 15 de marzo | 14:00   | ECDF y Zapping Sports               |
| Universidad Católica    | 3 – 0     | Manta             | Olímpico Atahualpa | 15 de marzo | 16:30   | Teleamazonas, ECDF y Zapping Sports |
| Delfín                  | 0 – 0     | Deportivo Cuenca  | Jocay              | 15 de marzo | 19:00   | Ecuavisa, ECDF y Zapping Sports     |
| Independiente del Valle | 1 – 1     | Macará            | Banco Guayaquil    | 16 de marzo | 13:00   | ECDF y Zapping Sports               |
| El Nacional             | 0 – 1     | Aucas             | Olímpico Atahualpa | 16 de marzo | 15:30   | Ecuavisa, ECDF y Zapping Sports     |
| Emelec                  | 1 – 0     | Liga de Quito     | George Capwell     | 16 de marzo | 18:00   | ECDF y Zapping Sports               |
| Técnico Universitario   | 0 – 1     | Barcelona         | Bellavista         | 17 de marzo | 19:00   | Teleamazonas, ECDF y Zapping Sports |

| Fecha 6           | Fecha 6   | Fecha 6                 | Fecha 6                   | Fecha 6     | Fecha 6 | Fecha 6                             |
| Local             | Resultado | Visitante               | Estadio                   | Fecha       | Hora    | TV                                  |
| ----------------- | --------- | ----------------------- | ------------------------- | ----------- | ------- | ----------------------------------- |
| Aucas             | 1 – 2     | Independiente del Valle | Gonzalo Pozo Ripalda      | 28 de marzo | 16:30   | ECDF y Zapping Sports               |
| Barcelona         | 2 – 0     | Delfín                  | Monumental                | 28 de marzo | 19:00   | ECDF y Zapping Sports               |
| Vinotinto Ecuador | 3 – 2     | Universidad Católica    | Olímpico Atahualpa        | 29 de marzo | 14:00   | ECDF y Zapping Sports               |
| Deportivo Cuenca  | 1 – 2     | Liga de Quito           | Alejandro Serrano Aguilar | 29 de marzo | 16:30   | ECDF, Teleamazonas y Zapping Sports |
| Mushuc Runa       | 1 – 1     | Emelec                  | Fernando Guerrero         | 29 de marzo | 19:00   | ECDF, Ecuavisa y Zapping Sports     |
| Macará            | 0 – 1     | Técnico Universitario   | Bellavista                | 30 de marzo | 13:00   | ECDF y Zapping Sports               |
| Manta             | 1 – 1     | Libertad                | Jocay                     | 30 de marzo | 15:30   | ECDF, Ecuavisa y Zapping Sports     |
| El Nacional       | 0 – 1     | Orense                  | Olímpico Atahualpa        | 30 de marzo | 18:00   | ECDF, Teleamazonas y Zapping Sports |

| Fecha 7                 | Fecha 7   | Fecha 7           | Fecha 7             | Fecha 7     | Fecha 7 | Fecha 7                             |
| Local                   | Resultado | Visitante         | Estadio             | Fecha       | Hora    | TV                                  |
| ----------------------- | --------- | ----------------- | ------------------- | ----------- | ------- | ----------------------------------- |
| Libertad                | 1 – 3     | El Nacional       | Reina del Cisne     | 4 de abril  | 19:00   | ECDF y Zapping Sports               |
| Delfín                  | 1 – 1     | Aucas             | Jocay               | 5 de abril  | 14:00   | ECDF y Zapping Sports               |
| Orense                  | 0 – 0     | Vinotinto Ecuador | 9 de Mayo           | 5 de abril  | 16:30   | ECDF, Ecuavisa y Zapping Sports     |
| Independiente del Valle | 4 – 0     | Deportivo Cuenca  | Banco Guayaquil     | 5 de abril  | 19:00   | ECDF, Ecuavisa y Zapping Sports     |
| Técnico Universitario   | 1 – 1     | Mushuc Runa       | Bellavista          | 6 de abril  | 13:00   | ECDF y Zapping Sports               |
| Universidad Católica    | 1 – 0     | Macará            | Olímpico Atahualpa  | 6 de abril  | 15:30   | ECDF, Teleamazonas y Zapping Sports |
| Emelec                  | 1 – 1     | Manta             | George Capwell      | 6 de abril  | 18:00   | ECDF, Teleamazonas y Zapping Sports |
| Liga de Quito           | 3 – 1     | Barcelona         | Rodrigo Paz Delgado | 18 de junio | 19:00   | ECDF y Zapping Sports               |

| Fecha 8           | Fecha 8   | Fecha 8                 | Fecha 8              | Fecha 8     | Fecha 8 | Fecha 8                             |
| Local             | Resultado | Visitante               | Estadio              | Fecha       | Hora    | TV                                  |
| ----------------- | --------- | ----------------------- | -------------------- | ----------- | ------- | ----------------------------------- |
| Vinotinto Ecuador | 5 – 0     | Delfín                  | Gonzalo Pozo Ripalda | 9 de abril  | 19:00   | ECDF y Zapping Sports               |
| Macará            | 0 – 1     | Deportivo Cuenca        | Bellavista           | 10 de abril | 16:30   | ECDF, Ecuavisa y Zapping Sports     |
| Manta             | 2 – 1     | Técnico Universitario   | Jocay                | 10 de abril | 19:00   | ECDF y Zapping Sports               |
| Emelec            | 1 – 1     | Libertad                | George Capwell       | 11 de abril | 19:00   | ECDF, Ecuavisa y Zapping Sports     |
| Mushuc Runa       | 1 – 0     | Liga de Quito           | Fernando Guerrero    | 14 de abril | 14:00   | ECDF, Teleamazonas y Zapping Sports |
| El Nacional       | 1 – 3     | Independiente del Valle | Olímpico Atahualpa   | 14 de abril | 16:30   | ECDF, Teleamazonas y Zapping Sports |
| Orense            | 3 – 1     | Barcelona               | 9 de Mayo            | 14 de abril | 19:00   | ECDF y Zapping Sports               |
| Aucas             | 2 – 1     | Universidad Católica    | Gonzalo Pozo Ripalda | 15 de abril | 19:00   | ECDF y Zapping Sports               |

| Fecha 9                 | Fecha 9   | Fecha 9           | Fecha 9                   | Fecha 9     | Fecha 9 | Fecha 9                             |
| Local                   | Resultado | Visitante         | Estadio                   | Fecha       | Hora    | TV                                  |
| ----------------------- | --------- | ----------------- | ------------------------- | ----------- | ------- | ----------------------------------- |
| Liga de Quito           | 3 – 1     | Aucas             | Rodrigo Paz Delgado       | 18 de abril | 16:30   | ECDF, Ecuavisa y Zapping Sports     |
| Barcelona               | 1 – 0     | El Nacional       | Monumental                | 18 de abril | 19:00   | ECDF y Zapping Sports               |
| Libertad                | 2 – 1     | Mushuc Runa       | Reina del Cisne           | 19 de abril | 14:00   | ECDF y Zapping Sports               |
| Deportivo Cuenca        | 0 – 1     | Emelec            | Alejandro Serrano Aguilar | 19 de abril | 16:30   | ECDF, Teleamazonas y Zapping Sports |
| Independiente del Valle | 2 – 0     | Manta             | Banco Guayaquil           | 19 de abril | 19:00   | ECDF, Ecuavisa y Zapping Sports     |
| Técnico Universitario   | 1 – 3     | Vinotinto Ecuador | Bellavista                | 20 de abril | 13:00   | ECDF y Zapping Sports               |
| Universidad Católica    | 2 – 0     | Orense            | Olímpico Atahualpa        | 20 de abril | 15:30   | ECDF, Teleamazonas y Zapping Sports |
| Delfín                  | 0 – 0     | Macará            | Jocay                     | 20 de abril | 18:00   | ECDF y Zapping Sports               |

| Fecha 10          | Fecha 10  | Fecha 10                | Fecha 10             | Fecha 10    | Fecha 10 | Fecha 10                            |
| Local             | Resultado | Visitante               | Estadio              | Fecha       | Hora     | TV                                  |
| ----------------- | --------- | ----------------------- | -------------------- | ----------- | -------- | ----------------------------------- |
| El Nacional       | 3 – 2     | Delfín                  | Olímpico Atahualpa   | 25 de abril | 19:00    | ECDF y Zapping Sports               |
| Vinotinto Ecuador | 0 – 1     | Deportivo Cuenca        | Banco Guayaquil      | 26 de abril | 14:00    | ECDF, Ecuavisa y Zapping Sports     |
| Manta             | 1 – 1     | Liga de Quito           | Jocay                | 26 de abril | 16:30    | ECDF, Teleamazonas y Zapping Sports |
| Macará            | 0 – 1     | Barcelona               | Bellavista           | 26 de abril | 19:00    | ECDF y Zapping Sports               |
| Aucas             | 2 – 0     | Mushuc Runa             | Gonzalo Pozo Ripalda | 27 de abril | 13:00    | ECDF y Zapping Sports               |
| Orense            | 1 – 2     | Independiente del Valle | 9 de Mayo            | 27 de abril | 15:30    | ECDF, Teleamazonas y Zapping Sports |
| Emelec            | 0 – 1     | Técnico Universitario   | George Capwell       | 27 de abril | 18:00    | ECDF, Ecuavisa y Zapping Sports     |
| Libertad          | 3 – 1     | Universidad Católica    | Reina del Cisne      | 28 de abril | 19:00    | ECDF y Zapping Sports               |

| Fecha 11                | Fecha 11  | Fecha 11             | Fecha 11                  | Fecha 11  | Fecha 11 | Fecha 11                            |
| Local                   | Resultado | Visitante            | Estadio                   | Fecha     | Hora     | TV                                  |
| ----------------------- | --------- | -------------------- | ------------------------- | --------- | -------- | ----------------------------------- |
| Deportivo Cuenca        | 2 – 0     | Manta                | Alejandro Serrano Aguilar | 2 de mayo | 19:00    | ECDF y Zapping Sports               |
| Liga de Quito           | 2 – 2     | El Nacional          | Rodrigo Paz Delgado       | 3 de mayo | 14:00    | ECDF, Teleamazonas y Zapping Sports |
| Técnico Universitario   | 1 – 1     | Universidad Católica | Bellavista                | 3 de mayo | 16:30    | ECDF, Teleamazonas y Zapping Sports |
| Mushuc Runa             | 4 – 3     | Macará               | Fernando Guerrero         | 3 de mayo | 19:00    | ECDF, Ecuavisa y Zapping Sports     |
| Delfín                  | 0 – 0     | Orense               | Jocay                     | 4 de mayo | 13:00    | ECDF y Zapping Sports               |
| Barcelona               | 2 – 1     | Vinotinto Ecuador    | Monumental                | 4 de mayo | 16:30    | ECDF, Ecuavisa y Zapping Sports     |
| Independiente del Valle | 1 – 2     | Emelec               | Banco Guayaquil           | 4 de mayo | 18:30    | ECDF y Zapping Sports               |
| Aucas                   | 2 – 0     | Libertad             | Gonzalo Pozo Ripalda      | 5 de mayo | 19:00    | ECDF y Zapping Sports               |

| Fecha 12              | Fecha 12  | Fecha 12                | Fecha 12           | Fecha 12   | Fecha 12 | Fecha 12                            |
| Local                 | Resultado | Visitante               | Estadio            | Fecha      | Hora     | TV                                  |
| --------------------- | --------- | ----------------------- | ------------------ | ---------- | -------- | ----------------------------------- |
| Orense                | 1 – 0     | Deportivo Cuenca        | 9 de Mayo          | 9 de mayo  | 19:00    | ECDF y Zapping Sports               |
| Manta                 | 2 – 1     | Mushuc Runa             | Jocay              | 10 de mayo | 13:00    | ECDF y Zapping Sports               |
| Macará                | 0 – 1     | Liga de Quito           | Bellavista         | 10 de mayo | 15:30    | ECDF, Teleamazonas y Zapping Sports |
| Libertad              | 0 – 1     | Delfín                  | Reina del Cisne    | 10 de mayo | 19:00    | ECDF, Ecuavisa y Zapping Sports     |
| Técnico Universitario | 1 – 2     | Independiente del Valle | Bellavista         | 11 de mayo | 13:00    | ECDF, Teleamazonas y Zapping Sports |
| Universidad Católica  | 2 – 2     | Barcelona               | Olímpico Atahualpa | 11 de mayo | 15:30    | ECDF y Zapping Sports               |
| Emelec                | 0 – 1     | Aucas                   | George Capwell     | 11 de mayo | 18:00    | ECDF, Ecuavisa y Zapping Sports     |
| El Nacional           | 2 – 1     | Vinotinto Ecuador       | Olímpico Atahualpa | 12 de mayo | 19:00    | ECDF y Zapping Sports               |

| Fecha 13          | Fecha 13  | Fecha 13                | Fecha 13                  | Fecha 13   | Fecha 13 | Fecha 13                            |
| Local             | Resultado | Visitante               | Estadio                   | Fecha      | Hora     | TV                                  |
| ----------------- | --------- | ----------------------- | ------------------------- | ---------- | -------- | ----------------------------------- |
| Deportivo Cuenca  | 2 – 0     | Técnico Universitario   | Alejandro Serrano Aguilar | 16 de mayo | 19:00    | ECDF y Zapping Sports               |
| Aucas             | 1 – 1     | Manta                   | Gonzalo Pozo Ripalda      | 17 de mayo | 14:00    | ECDF y Zapping Sports               |
| Mushuc Runa       | 2 – 5     | Orense                  | Fernando Guerrero         | 17 de mayo | 16:30    | ECDF y Zapping Sports               |
| Macará            | 1 – 1     | El Nacional             | Bellavista                | 17 de mayo | 19:00    | ECDF, Ecuavisa y Zapping Sports     |
| Vinotinto Ecuador | 1 – 3     | Independiente del Valle | Olímpico Atahualpa        | 18 de mayo | 13:00    | ECDF, Ecuavisa y Zapping Sports     |
| Delfín            | 1 – 0     | Universidad Católica    | Jocay                     | 18 de mayo | 15:30    | ECDF, Teleamazonas y Zapping Sports |
| Barcelona         | 2 – 0     | Emelec                  | Monumental                | 18 de mayo | 17:00    | ECDF y Zapping Sports               |
| Liga de Quito     | 1 – 1     | Libertad                | Rodrigo Paz Delgado       | 19 de mayo | 19:00    | ECDF, Teleamazonas y Zapping Sports |

| Fecha 14                | Fecha 14  | Fecha 14          | Fecha 14             | Fecha 14   | Fecha 14 | Fecha 14                            |
| Local                   | Resultado | Visitante         | Estadio              | Fecha      | Hora     | TV                                  |
| ----------------------- | --------- | ----------------- | -------------------- | ---------- | -------- | ----------------------------------- |
| Independiente del Valle | 2 – 1     | Mushuc Runa       | Banco Guayaquil      | 23 de mayo | 16:30    | ECDF, Teleamazonas y Zapping Sports |
| Barcelona               | 0 – 0     | Deportivo Cuenca  | Monumental           | 23 de mayo | 19:00    | ECDF y Zapping Sports               |
| Manta                   | 2 – 2     | Vinotinto Ecuador | Jocay                | 24 de mayo | 14:00    | ECDF y Zapping Sports               |
| Universidad Católica    | 3 – 1     | Liga de Quito     | Olímpico Atahualpa   | 24 de mayo | 16:30    | ECDF, Teleamazonas y Zapping Sports |
| Orense                  | 2 – 1     | Aucas             | 9 de Mayo            | 24 de mayo | 19:00    | ECDF, Ecuavisa y Zapping Sports     |
| Libertad                | 0 – 1     | Macará            | Reina del Cisne      | 25 de mayo | 13:00    | ECDF y Zapping Sports               |
| Técnico Universitario   | 1 – 2     | Delfín            | Bellavista           | 25 de mayo | 15:30    | ECDF y Zapping Sports               |
| El Nacional             | 2 – 0     | Emelec            | Gonzalo Pozo Ripalda | 25 de mayo | 18:00    | ECDF, Ecuavisa y Zapping Sports     |

| Fecha 15          | Fecha 15  | Fecha 15                | Fecha 15                  | Fecha 15   | Fecha 15 | Fecha 15                            |
| Local             | Resultado | Visitante               | Estadio                   | Fecha      | Hora     | TV                                  |
| ----------------- | --------- | ----------------------- | ------------------------- | ---------- | -------- | ----------------------------------- |
| Macará            | 2 – 2     | Manta                   | Bellavista                | 30 de mayo | 19:00    | ECDF y Zapping Sports               |
| Liga de Quito     | 3 – 2     | Técnico Universitario   | Rodrigo Paz Delgado       | 31 de mayo | 11:30    | ECDF, Teleamazonas y Zapping Sports |
| Delfín            | 1 – 1     | Independiente del Valle | Jocay                     | 31 de mayo | 16:30    | ECDF, Teleamazonas y Zapping Sports |
| Emelec            | 1 – 0     | Orense                  | George Capwell            | 31 de mayo | 19:00    | ECDF y Zapping Sports               |
| Mushuc Runa       | 2 – 3     | El Nacional             | Fernando Guerrero         | 1 de junio | 13:00    | ECDF y Zapping Sports               |
| Deportivo Cuenca  | 3 – 1     | Universidad Católica    | Alejandro Serrano Aguilar | 1 de junio | 15:30    | ECDF, Ecuavisa y Zapping Sports     |
| Aucas             | 2 – 0     | Barcelona               | Gonzalo Pozo Ripalda      | 1 de junio | 18:00    | ECDF, Ecuavisa y Zapping Sports     |
| Vinotinto Ecuador | 1 – 0     | Libertad                | Olímpico Atahualpa        | 2 de junio | 19:00    | ECDF y Zapping Sports               |

#### Segunda vuelta
| Fecha 16                | Fecha 16  | Fecha 16      | Fecha 16                  | Fecha 16    | Fecha 16 | Fecha 16                            |
| Local                   | Resultado | Visitante     | Estadio                   | Fecha       | Hora     | TV                                  |
| ----------------------- | --------- | ------------- | ------------------------- | ----------- | -------- | ----------------------------------- |
| Independiente del Valle | 1 – 1     | Libertad      | Banco Guayaquil           | 14 de junio | 14:00    | ECDF, Teleamazonas y Zapping Sports |
| Barcelona               | 1 – 2     | Manta         | Monumental                | 14 de junio | 16:30    | ECDF y Zapping Sports               |
| Vinotinto Ecuador       | 1 – 2     | Liga de Quito | Gonzalo Pozo Ripalda      | 14 de junio | 19:00    | ECDF, Ecuavisa y Zapping Sports     |
| Técnico Universitario   | 1 – 1     | Aucas         | Bellavista                | 15 de junio | 13:00    | ECDF y Zapping Sports               |
| Deportivo Cuenca        | 4 – 1     | El Nacional   | Alejandro Serrano Aguilar | 15 de junio | 15:30    | ECDF, Ecuavisa y Zapping Sports     |
| Delfín                  | 3 – 1     | Mushuc Runa   | Jocay                     | 15 de junio | 18:00    | ECDF, Ecuavisa y Zapping Sports     |
| Orense                  | 1 – 0     | Macará        | 9 de Mayo                 | 16 de junio | 19:00    | ECDF y Zapping Sports               |
| Universidad Católica    | 1 – 1     | Emelec        | Banco Guayaquil           | 25 de junio | 19:00    | ECDF, Teleamazonas y Zapping Sports |

| Fecha 17      | Fecha 17  | Fecha 17                | Fecha 17             | Fecha 17    | Fecha 17 | Fecha 17                            |
| Local         | Resultado | Visitante               | Estadio              | Fecha       | Hora     | TV                                  |
| ------------- | --------- | ----------------------- | -------------------- | ----------- | -------- | ----------------------------------- |
| Libertad      | 4 – 1     | Técnico Universitario   | Reina del Cisne      | 20 de junio | 19:00    | ECDF y Zapping Sports               |
| El Nacional   | 0 – 3     | Universidad Católica    | Banco Guayaquil      | 21 de junio | 14:00    | ECDF, Teleamazonas y Zapping Sports |
| Emelec        | 2 – 2     | Delfín                  | George Capwell       | 21 de junio | 16:30    | ECDF, Teleamazonas y Zapping Sports |
| Macará        | 1 – 0     | Vinotinto Ecuador       | Bellavista           | 21 de junio | 19:00    | ECDF, Ecuavisa y Zapping Sports     |
| Liga de Quito | 1 – 1     | Independiente del Valle | Rodrigo Paz Delgado  | 22 de junio | 12:00    | ECDF y Zapping Sports               |
| Aucas         | 1 – 3     | Deportivo Cuenca        | Gonzalo Pozo Ripalda | 22 de junio | 15:00    | ECDF, Ecuavisa y Zapping Sports     |
| Mushuc Runa   | 0 – 5     | Barcelona               | Fernando Guerrero    | 22 de junio | 18:00    | ECDF, Ecuavisa y Zapping Sports     |
| Manta         | 0 – 0     | Orense                  | Jocay                | 23 de junio | 19:00    | ECDF y Zapping Sports               |

| Fecha 18              | Fecha 18  | Fecha 18                | Fecha 18                  | Fecha 18    | Fecha 18 | Fecha 18                            |
| Local                 | Resultado | Visitante               | Estadio                   | Fecha       | Hora     | TV                                  |
| --------------------- | --------- | ----------------------- | ------------------------- | ----------- | -------- | ----------------------------------- |
| Deportivo Cuenca      | 1 – 0     | Mushuc Runa             | Alejandro Serrano Aguilar | 27 de junio | 19:00    | ECDF y Zapping Sports               |
| Delfín                | 2 – 0     | Manta                   | Jocay                     | 28 de junio | 14:00    | ECDF, Ecuavisa y Zapping Sports     |
| Barcelona             | 3 – 3     | Libertad                | Monumental                | 28 de junio | 16:30    | ECDF y Zapping Sports               |
| Orense                | 2 – 1     | Liga de Quito           | 9 de Mayo                 | 28 de junio | 19:00    | ECDF, Ecuavisa y Zapping Sports     |
| Técnico Universitario | 0 – 0     | El Nacional             | Bellavista                | 29 de junio | 13:00    | ECDF, Ecuavisa y Zapping Sports     |
| Universidad Católica  | 0 – 3     | Independiente del Valle | Rodrigo Paz Delgado       | 29 de junio | 15:30    | ECDF, Teleamazonas y Zapping Sports |
| Macará                | 1 – 1     | Emelec                  | Bellavista                | 29 de junio | 18:00    | ECDF, Teleamazonas y Zapping Sports |
| Vinotinto Ecuador     | 0 – 1     | Aucas                   | Banco Guayaquil           | 30 de junio | 19:00    | ECDF y Zapping Sports               |

| Fecha 19                | Fecha 19  | Fecha 19             | Fecha 19             | Fecha 19   | Fecha 19 | Fecha 19                            |
| Local                   | Resultado | Visitante            | Estadio              | Fecha      | Hora     | TV                                  |
| ----------------------- | --------- | -------------------- | -------------------- | ---------- | -------- | ----------------------------------- |
| Libertad                | 2 – 1     | Deportivo Cuenca     | Reina del Cisne      | 4 de julio | 19:00    | ECDF y Zapping Sports               |
| Mushuc Runa             | 1 – 1     | Universidad Católica | Fernando Guerrero    | 5 de julio | 14:00    | ECDF, Ecuavisa y Zapping Sports     |
| Emelec                  | 2 – 0     | Vinotinto Ecuador    | George Capwell       | 5 de julio | 16:30    | ECDF, Ecuavisa y Zapping Sports     |
| Independiente del Valle | 1 – 1     | Barcelona            | Banco Guayaquil      | 5 de julio | 19:00    | ECDF y Zapping Sports               |
| Aucas                   | 1 – 4     | Macará               | Gonzalo Pozo Ripalda | 6 de julio | 13:00    | ECDF, Ecuavisa y Zapping Sports     |
| El Nacional             | 1 – 0     | Manta                | La Cocha             | 6 de julio | 15:30    | ECDF, Teleamazonas y Zapping Sports |
| Delfín                  | 0 – 4     | Liga de Quito        | Jocay                | 6 de julio | 18:00    | ECDF, Teleamazonas y Zapping Sports |
| Técnico Universitario   | 1 – 2     | Orense               | Bellavista           | 7 de julio | 19:00    | ECDF y Zapping Sports               |

| Fecha 20          | Fecha 20  | Fecha 20                | Fecha 20                  | Fecha 20    | Fecha 20 | Fecha 20                            |
| Local             | Resultado | Visitante               | Estadio                   | Fecha       | Hora     | TV                                  |
| ----------------- | --------- | ----------------------- | ------------------------- | ----------- | -------- | ----------------------------------- |
| Macará            | 1 – 2     | Independiente del Valle | Bellavista                | 11 de julio | 19:00    | ECDF y Zapping Sports               |
| Manta             | 4 – 2     | Universidad Católica    | Jocay                     | 12 de julio | 14:00    | ECDF, Teleamazonas y Zapping Sports |
| Liga de Quito     | 2 – 0     | Emelec                  | Rodrigo Paz Delgado       | 12 de julio | 16:30    | ECDF y Zapping Sports               |
| Barcelona         | 1 – 1     | Técnico Universitario   | Monumental                | 12 de julio | 19:00    | ECDF, Teleamazonas y Zapping Sports |
| Vinotinto Ecuador | 1 – 1     | Mushuc Runa             | Olímpico de Ibarra        | 13 de julio | 13:00    | ECDF, Ecuavisa y Zapping Sports     |
| Orense            | 0 – 1     | Libertad                | 9 de Mayo                 | 13 de julio | 15:30    | ECDF, Ecuavisa y Zapping Sports     |
| Deportivo Cuenca  | 1 – 1     | Delfín                  | Alejandro Serrano Aguilar | 13 de julio | 18:00    | ECDF, Ecuavisa y Zapping Sports     |
| Aucas             | 1 – 0     | El Nacional             | Bellavista                | 14 de julio | 19:00    | ECDF y Zapping Sports               |

| Fecha 21                | Fecha 21  | Fecha 21          | Fecha 21                  | Fecha 21    | Fecha 21 | Fecha 21                            |
| Local                   | Resultado | Visitante         | Estadio                   | Fecha       | Hora     | TV                                  |
| ----------------------- | --------- | ----------------- | ------------------------- | ----------- | -------- | ----------------------------------- |
| Independiente del Valle | 2 – 1     | Aucas             | Olímpico Atahualpa        | 18 de julio | 19:00    | ECDF y Zapping Sports               |
| Universidad Católica    | 3 – 0     | Vinotinto Ecuador | Olímpico Atahualpa        | 19 de julio | 14:00    | ECDF, Teleamazonas y Zapping Sports |
| Orense                  | 1 – 1     | El Nacional       | 9 de Mayo                 | 19 de julio | 16:30    | ECDF, Ecuavisa y Zapping Sports     |
| Delfín                  | 0 – 1     | Barcelona         | Jocay                     | 19 de julio | 19:00    | ECDF, Ecuavisa y Zapping Sports     |
| Técnico Universitario   | 1 – 0     | Macará            | Bellavista                | 20 de julio | 13:00    | ECDF, Ecuavisa y Zapping Sports     |
| Emelec                  | 1 – 0     | Mushuc Runa       | George Capwell            | 20 de julio | 15:30    | ECDF, Teleamazonas y Zapping Sports |
| Liga de Quito           | 2 – 2     | Deportivo Cuenca  | Rodrigo Paz Delgado       | 20 de julio | 18:00    | ECDF y Zapping Sports               |
| Libertad                | 1 – 0     | Manta             | Alejandro Serrano Aguilar | 21 de julio | 19:00    | ECDF y Zapping Sports               |

| Fecha 22          | Fecha 22  | Fecha 22                | Fecha 22                  | Fecha 22    | Fecha 22 | Fecha 22                            |
| Local             | Resultado | Visitante               | Estadio                   | Fecha       | Hora     | TV                                  |
| ----------------- | --------- | ----------------------- | ------------------------- | ----------- | -------- | ----------------------------------- |
| Barcelona         | 0 – 1     | Liga de Quito           | Monumental                | 24 de julio | 19:00    | ECDF y Zapping Sports               |
| El Nacional       | 2 – 2     | Libertad                | La Cocha                  | 25 de julio | 19:00    | ECDF y Zapping Sports               |
| Aucas             | 2 – 1     | Delfín                  | Gonzalo Pozo Ripalda      | 26 de julio | 14:00    | ECDF, Ecuavisa y Zapping Sports     |
| Manta             | 2 – 4     | Emelec                  | Jocay                     | 26 de julio | 16:30    | ECDF, Teleamazonas y Zapping Sports |
| Vinotinto Ecuador | 0 – 1     | Orense                  | Olímpico Atahualpa        | 26 de julio | 19:00    | ECDF, Ecuavisa y Zapping Sports     |
| Mushuc Runa       | 0 – 1     | Técnico Universitario   | Fernando Guerrero         | 27 de julio | 13:00    | ECDF y Zapping Sports               |
| Macará            | 1 – 4     | Universidad Católica    | Bellavista                | 27 de julio | 15:30    | ECDF, Teleamazonas y Zapping Sports |
| Deportivo Cuenca  | 0 – 3     | Independiente del Valle | Alejandro Serrano Aguilar | 27 de julio | 18:00    | ECDF, Ecuavisa y Zapping Sports     |

| Fecha 23                | Fecha 23  | Fecha 23          | Fecha 23                  | Fecha 23    | Fecha 23 | Fecha 23                            |
| Local                   | Resultado | Visitante         | Estadio                   | Fecha       | Hora     | TV                                  |
| ----------------------- | --------- | ----------------- | ------------------------- | ----------- | -------- | ----------------------------------- |
| Deportivo Cuenca        | 1 – 1     | Macará            | Alejandro Serrano Aguilar | 1 de agosto | 19:00    | ECDF y Zapping Sports               |
| Barcelona               | 2 – 0     | Orense            | Monumental                | 2 de agosto | 16:30    | ECDF y Zapping Sports               |
| Independiente del Valle | 1 – 0     | El Nacional       | Banco Guayaquil           | 2 de agosto | 19:00    | ECDF, Teleamazonas y Zapping Sports |
| Liga de Quito           | 2 – 1     | Mushuc Runa       | Rodrigo Paz Delgado       | 3 de agosto | 11:00    | ECDF, Ecuavisa y Zapping Sports     |
| Universidad Católica    | 6 – 2     | Aucas             | Olímpico Atahualpa        | 3 de agosto | 13:15    | ECDF, Ecuavisa y Zapping Sports     |
| Técnico Universitario   | 3 – 1     | Manta             | Bellavista                | 3 de agosto | 15:30    | ECDF, Ecuavisa y Zapping Sports     |
| Libertad                | 1 – 2     | Emelec            | Reina del Cisne           | 3 de agosto | 18:00    | ECDF, Teleamazonas y Zapping Sports |
| Delfín                  | 3 – 3     | Vinotinto Ecuador | Jocay                     | 4 de agosto | 19:00    | ECDF y Zapping Sports               |

| Fecha 24          | Fecha 24  | Fecha 24                | Fecha 24             | Fecha 24     | Fecha 24 | Fecha 24                            |
| Local             | Resultado | Visitante               | Estadio              | Fecha        | Hora     | TV                                  |
| ----------------- | --------- | ----------------------- | -------------------- | ------------ | -------- | ----------------------------------- |
| Orense            | 1 – 1     | Universidad Católica    | 9 de Mayo            | 8 de agosto  | 19:00    | ECDF y Zapping Sports               |
| Mushuc Runa       | 1 – 2     | Libertad                | Fernando Guerrero    | 9 de agosto  | 14:00    | ECDF, Ecuavisa y Zapping Sports     |
| Aucas             | 1 – 0     | Liga de Quito           | Gonzalo Pozo Ripalda | 9 de agosto  | 16:30    | ECDF, Ecuavisa y Zapping Sports     |
| Manta             | 0 – 0     | Independiente del Valle | Jocay                | 9 de agosto  | 19:00    | ECDF, Teleamazonas y Zapping Sports |
| Vinotinto Ecuador | 0 – 1     | Técnico Universitario   | Olímpico Atahualpa   | 10 de agosto | 13:00    | ECDF y Zapping Sports               |
| Macará            | 0 – 0     | Delfín                  | Bellavista           | 10 de agosto | 15:30    | ECDF, Ecuavisa y Zapping Sports     |
| El Nacional       | 1 – 2     | Barcelona               | Olímpico Atahualpa   | 10 de agosto | 18:00    | ECDF y Zapping Sports               |
| Emelec            | 1 – 1     | Deportivo Cuenca        | George Capwell       | 11 de agosto | 16:00    | ECDF, Teleamazonas y Zapping Sports |

| Fecha 25                | Fecha 25  | Fecha 25          | Fecha 25                  | Fecha 25     | Fecha 25 | Fecha 25                            |
| Local                   | Resultado | Visitante         | Estadio                   | Fecha        | Hora     | TV                                  |
| ----------------------- | --------- | ----------------- | ------------------------- | ------------ | -------- | ----------------------------------- |
| Delfín                  | 0 – 3     | El Nacional       | Jocay                     | 15 de agosto | 19:00    | ECDF y Zapping Sports               |
| Mushuc Runa             | 1 – 0     | Aucas             | Mushuc Runa COAC          | 16 de agosto | 14:00    | ECDF, Ecuavisa y Zapping Sports     |
| Universidad Católica    | 1 – 1     | Libertad          | Olímpico Atahualpa        | 16 de agosto | 16:30    | ECDF, Ecuavisa y Zapping Sports     |
| Independiente del Valle | 2 – 1     | Orense            | Banco Guayaquil           | 16 de agosto | 19:00    | ECDF, Ecuavisa y Zapping Sports     |
| Liga de Quito           | 1 – 1     | Manta             | Rodrigo Paz Delgado       | 17 de agosto | 13:00    | ECDF, Teleamazonas y Zapping Sports |
| Técnico Universitario   | 0 – 1     | Emelec            | Bellavista                | 17 de agosto | 15:30    | ECDF, Teleamazonas y Zapping Sports |
| Barcelona               | 0 – 2     | Macará            | Monumental                | 17 de agosto | 18:00    | ECDF y Zapping Sports               |
| Deportivo Cuenca        | 2 – 0     | Vinotinto Ecuador | Alejandro Serrano Aguilar | 18 de agosto | 19:00    | ECDF y Zapping Sports               |

| Fecha 26             | Fecha 26  | Fecha 26                | Fecha 26           | Fecha 26     | Fecha 26 | Fecha 26                            |
| Local                | Resultado | Visitante               | Estadio            | Fecha        | Hora     | TV                                  |
| -------------------- | --------- | ----------------------- | ------------------ | ------------ | -------- | ----------------------------------- |
| Libertad             | -         | Aucas                   | Reina del Cisne    | 22 de agosto | 19:00    | ECDF y Zapping Sports               |
| Macará               | -         | Mushuc Runa             | Bellavista         | 23 de agosto | 14:00    | ECDF, Ecuavisa y Zapping Sports     |
| Manta                | -         | Deportivo Cuenca        | Jocay              | 23 de agosto | 16:30    | ECDF, Ecuavisa y Zapping Sports     |
| Vinotinto Ecuador    | -         | Barcelona               | Olímpico Atahualpa | 23 de agosto | 19:00    | ECDF, Ecuavisa y Zapping Sports     |
| El Nacional          | -         | Liga de Quito           | Olímpico Atahualpa | 24 de agosto | 13:00    | ECDF, Teleamazonas y Zapping Sports |
| Emelec               | -         | Independiente del Valle | George Capwell     | 24 de agosto | 15:30    | ECDF y Zapping Sports               |
| Universidad Católica | -         | Técnico Universitario   | Olímpico Atahualpa | 24 de agosto | 18:00    | ECDF, Teleamazonas y Zapping Sports |
| Orense               | -         | Delfín                  | 9 de Mayo          | 25 de agosto | 19:00    | ECDF y Zapping Sports               |

| Fecha 27                | Fecha 27  | Fecha 27              | Fecha 27                  | Fecha 27        | Fecha 27 | Fecha 27 |
| Local                   | Resultado | Visitante             | Estadio                   | Fecha           | Hora     | TV       |
| ----------------------- | --------- | --------------------- | ------------------------- | --------------- | -------- | -------- |
| Vinotinto Ecuador       | -         | El Nacional           | Olímpico Atahualpa        | 29 de agosto    | 19:00    | TBD      |
| Independiente del Valle | -         | Técnico Universitario | Banco Guayaquil           | 30 de agosto    | 14:00    | TBD      |
| Mushuc Runa             | -         | Manta                 | Fernando Guerrero         | 30 de agosto    | 16:30    | TBD      |
| Aucas                   | -         | Emelec                | Gonzalo Pozo Ripalda      | 30 de agosto    | 19:00    | TBD      |
| Liga de Quito           | -         | Macará                | Rodrigo Paz Delgado       | 31 de agosto    | 13:00    | TBD      |
| Deportivo Cuenca        | -         | Orense                | Alejandro Serrano Aguilar | 31 de agosto    | 15:30    | TBD      |
| Barcelona               | -         | Universidad Católica  | Monumental                | 31 de agosto    | 18:00    | TBD      |
| Delfín                  | -         | Libertad              | Jocay                     | 1 de septiembre | 19:00    | TBD      |

| Fecha 28                | Fecha 28  | Fecha 28          | Fecha 28           | Fecha 28         | Fecha 28 | Fecha 28 |
| Local                   | Resultado | Visitante         | Estadio            | Fecha            | Hora     | TV       |
| ----------------------- | --------- | ----------------- | ------------------ | ---------------- | -------- | -------- |
| Libertad                | -         | Liga de Quito     | Reina del Cisne    | 12 de septiembre | 19:00    | TBD      |
| Independiente del Valle | -         | Vinotinto Ecuador | Banco Guayaquil    | 13 de septiembre | 14:00    | TBD      |
| Universidad Católica    | -         | Delfín            | Olímpico Atahualpa | 13 de septiembre | 16:30    | TBD      |
| Orense                  | -         | Mushuc Runa       | 9 de Mayo          | 13 de septiembre | 19:00    | TBD      |
| El Nacional             | -         | Macará            | Olímpico Atahualpa | 14 de septiembre | 12:00    | TBD      |
| Técnico Universitario   | -         | Deportivo Cuenca  | Bellavista         | 14 de septiembre | 14:00    | TBD      |
| Emelec                  | -         | Barcelona         | George Capwell     | 14 de septiembre | 17:30    | TBD      |
| Manta                   | -         | Aucas             | Jocay              | 15 de septiembre | 19:00    | TBD      |

| Fecha 29          | Fecha 29  | Fecha 29                | Fecha 29 | Fecha 29         | Fecha 29         | Fecha 29         |
| Local             | Resultado | Visitante               | Estadio  | Fecha            | Hora             | TV               |
| ----------------- | --------- | ----------------------- | -------- | ---------------- | ---------------- | ---------------- |
| Deportivo Cuenca  | -         | Barcelona               |          | 21 de septiembre | 21 de septiembre | 21 de septiembre |
| Liga de Quito     | -         | Universidad Católica    |          | 21 de septiembre | 21 de septiembre | 21 de septiembre |
| Mushuc Runa       | -         | Independiente del Valle |          | 21 de septiembre | 21 de septiembre | 21 de septiembre |
| Emelec            | -         | El Nacional             |          | 21 de septiembre | 21 de septiembre | 21 de septiembre |
| Delfín            | -         | Técnico Universitario   |          | 21 de septiembre | 21 de septiembre | 21 de septiembre |
| Vinotinto Ecuador | -         | Manta                   |          | 21 de septiembre | 21 de septiembre | 21 de septiembre |
| Aucas             | -         | Orense                  |          | 21 de septiembre | 21 de septiembre | 21 de septiembre |
| Macará            | -         | Libertad                |          | 21 de septiembre | 21 de septiembre | 21 de septiembre |

| Fecha 30                | Fecha 30  | Fecha 30          | Fecha 30 | Fecha 30         | Fecha 30         | Fecha 30         |
| Local                   | Resultado | Visitante         | Estadio  | Fecha            | Hora             | TV               |
| ----------------------- | --------- | ----------------- | -------- | ---------------- | ---------------- | ---------------- |
| Orense                  | -         | Emelec            |          | 28 de septiembre | 28 de septiembre | 28 de septiembre |
| Técnico Universitario   | -         | Liga de Quito     |          | 28 de septiembre | 28 de septiembre | 28 de septiembre |
| Barcelona               | -         | Aucas             |          | 28 de septiembre | 28 de septiembre | 28 de septiembre |
| Libertad                | -         | Vinotinto Ecuador |          | 28 de septiembre | 28 de septiembre | 28 de septiembre |
| Manta                   | -         | Macará            |          | 28 de septiembre | 28 de septiembre | 28 de septiembre |
| El Nacional             | -         | Mushuc Runa       |          | 28 de septiembre | 28 de septiembre | 28 de septiembre |
| Independiente del Valle | -         | Delfín            |          | 28 de septiembre | 28 de septiembre | 28 de septiembre |
| Universidad Católica    | -         | Deportivo Cuenca  |          | 28 de septiembre | 28 de septiembre | 28 de septiembre |

### Tabla de resultados cruzados
| Local \ Visitante       | AUC | BSC | DEL | CUE | EME | IDV | LIB | LDU | MAC | MAN | NAC | MSR | ORE | TEC | UCT | VIN |
| ----------------------- | --- | --- | --- | --- | --- | --- | --- | --- | --- | --- | --- | --- | --- | --- | --- | --- |
| Aucas                   | —   | 2–0 | 2–1 | 1–3 |     | 1–2 | 2–0 | 1–0 | 1–4 | 1–1 | 1–0 | 2–0 |     | 4–1 | 2–1 | 2–2 |
| Barcelona               |     | —   | 2–0 | 0–0 | 2–0 | 0–4 | 3–3 | 0–1 | 0–2 | 1–2 | 1–0 | 1–0 | 2–0 | 1–1 |     | 2–1 |
| Delfín                  | 1–1 | 0–1 | —   | 0–0 | 2–0 | 1–1 |     | 0–4 | 0–0 | 2–0 | 0–3 | 3–1 | 0–0 |     | 1–0 | 3–3 |
| Deportivo Cuenca        | 2–0 |     | 1–1 | —   | 0–1 | 0–3 | 0–1 | 1–2 | 1–1 | 2–0 | 4–1 | 1–0 |     | 2–0 | 3–1 | 2–0 |
| Emelec                  | 0–1 | a   | 2–2 | 1–1 | —   |     | 1–1 | 1–0 | 0–0 | 1–1 |     | 1–0 | 1–0 | 0–1 | 0–4 | 2–0 |
| Independiente del Valle | 2–1 | 1–1 |     | 4–0 | 1–2 | —   | 1–1 | 1–1 | 1–1 | 2–0 | 1–0 | 2–1 | 2–1 |     | 1–1 |     |
| Libertad                |     | 1–4 | 0–1 | 2–1 | 1–2 | 2–0 | —   |     | 0–1 | 1–0 | 1–3 | 2–1 | 4–1 | 4–1 | 3–1 |     |
| Liga de Quito           | 3–1 | 3–1 | 3–0 | 2–2 | 2–0 | 1–1 | 1–1 | —   |     | 1–1 | 2–2 | 2–1 | 4–0 | 3–2 | a   | 0–0 |
| Macará                  | 1–1 | 0–1 | 0–0 | 0–1 | 1–1 | 1–2 |     | 0–1 | —   | 2–2 | 1–1 |     | 1–0 | 0–1 | 1–4 | 1–0 |
| Manta                   |     | 2–3 | 2–2 |     | 2–4 | 0–0 | 1–1 | 1–1 |     | —   | 4–3 | 2–1 | 0–0 | 2–1 | 4–2 | 2–2 |
| El Nacional             | 0–1 | 1–2 | 3–2 | 0–1 | 2–0 | 1–3 | 2–2 | a   |     | 1–0 | —   |     | 0–1 | 0–0 | 0–3 | 2–1 |
| Mushuc Runa             | 1–0 | 0–5 | 2–0 | 3–1 | 1–1 |     | 1–2 | 1–0 | 4–3 |     | 2–3 | —   | 2–5 | 0–1 | 1–1 | 1–2 |
| Orense                  | 2–1 | 3–1 |     | 1–0 |     | 1–2 | 0–1 | 2–1 | 1–0 | 2–1 | 1–1 |     | —   | 2–1 | 1–1 | 0–0 |
| Técnico Universitario   | 1–1 | 0–1 | 1–2 |     | 0–1 | 1–2 | 2–2 | a   | 1–0 | 3–1 | 0–0 | 1–1 | 1–2 | —   | 1–1 | 1–3 |
| Universidad Católica    | 6–2 | 2–2 |     |     | 1–1 | 0–3 | 1–1 | 3–1 | 1–0 | 3–0 | 1–1 | 1–1 | 2–0 | a   | —   | 3–0 |
| Vinotinto Ecuador       | 0–1 |     | 5–0 | 0–1 | 2–1 | 1–3 | 1–0 | 1–2 | 1–2 |     |     | 1–1 | 0–1 | 0–1 | 3–2 | —   |

## Clasificación a torneos Conmebol

### Copa Libertadores 2026
| Equipo | Clasificado como | Método de clasificación                                    |
| ------ | ---------------- | ---------------------------------------------------------- |
|        | Ecuador 1        | Campeón de la LigaPro Ecuabet 2025                         |
|        | Ecuador 2        | 1.er lugar de la Fase inicial de la LigaPro Ecuabet 2025   |
|        | Ecuador 3        | 1.er ubicado de la Fase final I de la LigaPro Ecuabet 2025 |
|        | Ecuador 4        | Campeón de la Copa Ecuador 2025                            |
|        |                  |                                                            |

### Copa Sudamericana 2026
| Equipo | Clasificado como | Método de clasificación                                     |
| ------ | ---------------- | ----------------------------------------------------------- |
|        | Ecuador 1        | 2.º ubicado de la Fase final I de la LigaPro Ecuabet 2025   |
|        | Ecuador 2        | 3.er ubicado de la Fase final I de la LigaPro Ecuabet 2025  |
|        | Ecuador 3        | 4.º ubicado de la Fase final I de la LigaPro Ecuabet 2025   |
|        | Ecuador 4        | 1.er ubicado de la Fase final II de la LigaPro Ecuabet 2025 |
|        |                  |                                                             |

## Estadísticas

### Máximos goleadores
- Actualizado el 18 de agosto de 2025.

| Pos. | Jugador          | Equipo(s)               | Goles | Partidos | Promedio | Penalti |
| ---- | ---------------- | ----------------------- | ----- | -------- | -------- | ------- |
| 1    | Byron Palacios   | Universidad Católica    | 16    | 25       | 0.64     | 2       |
| 2    | Daniel Valencia  | Manta                   | 14    | 25       | 0.56     | 1       |
| 3    | Rafael Monti     | Vinotinto Ecuador       | 13    | 25       | 0.52     | 1       |
| 4    | Eber Caicedo     | Libertad                | 11    | 22       | 0.5      | 2       |
| 5    | Janner Corozo    | Barcelona               | 11    | 24       | 0.46     | 1       |
| 6    | Claudio Spinelli | Independiente del Valle | 10    | 22       | 0.45     | 0       |
| 7    | Miguel Parrales  | Orense/Barcelona        | 10    | 23       | 0.43     | 2       |
| 8    | Djorkaeff Reasco | El Nacional             | 9     | 19       | 0.47     | 1       |
| 9    | Michael Hoyos    | Independiente del Valle | 9     | 22       | 0.41     | 2       |
| 10   | Erick Mendoza    | Delfín                  | 8     | 17       | 0.47     | 1       |

### Máximos asistentes
- Actualizado el 18 de agosto de 2025.

| Pos. | Jugador            | Equipo                  | Asistencias | Partidos |
| ---- | ------------------ | ----------------------- | ----------- | -------- |
| 1    | Patrik Mercado     | Independiente del Valle | 8           | 25       |
| 2    | Darío Pazmiño      | El Nacional             | 7           | 17       |
| 3    | Alexander Alvarado | Liga de Quito           | 7           | 24       |
| 4    | Jonnathan Mina     | Aucas                   | 7           | 25       |
| 5    | Christian Alemán   | Manta                   | 7           | 25       |
| 6    | Alejandro Tobar    | Deportivo Cuenca        | 7           | 25       |
| 7    | Mauro Díaz         | Universidad Católica    | 6           | 20       |
| 8    | Azarias Londoño    | Universidad Católica    | 6           | 21       |
| 9    | Michael Carcelén   | Aucas                   | 6           | 21       |
| 10   | Danny Luna         | Vinotinto Ecuador       | 6           | 22       |

### Tripletes, pokers o más
- Actualizado el 27 de julio de 2025.

| Fecha     | Jugador          | Goles           | Local            | Resultado | Visitante               |
| --------- | ---------------- | --------------- | ---------------- | --------- | ----------------------- |
| 15/2/2025 | Michael Carcelén | 13' · 27' · 76' | Aucas            | 4 – 1     | Técnico Universitario   |
| 8/3/2025  | Jeison Medina    | 8' · 17' · 59'  | Barcelona        | 0 – 4     | Independiente del Valle |
| 20/6/2025 | Eber Caicedo     | 13' · 21' · 38' | Libertad         | 4 – 1     | Técnico Universitario   |
| 22/6/2025 | Janner Corozo    | 64' · 67' · 75' | Mushuc Runa      | 0 – 5     | Barcelona               |
| 6/7/2025  | Michael Estrada  | 37' · 59' · 67' | Delfín           | 0 – 4     | Liga de Quito           |
| 27/7/2025 | Byron Palacios   | 37' · 40' · 57' | Macará           | 1 – 4     | Universidad Católica    |
| 27/7/2025 | Claudio Spinelli | 33' · 64' · 69' | Deportivo Cuenca | 0 – 3     | Independiente del Valle |

### Autogoles
- Actualizado el 4 de julio de 2025.

| Fecha     | Jugador           | Goles | Local                | Resultado | Visitante               |
| --------- | ----------------- | ----- | -------------------- | --------- | ----------------------- |
| 16/2/2025 | Jackson Rodríguez | 59'   | Emelec               | 0 – 4     | Universidad Católica    |
| 22/2/2025 | Edison Hernández  | 72'   | Vinotinto Ecuador    | 1 – 2     | Macará                  |
| 30/3/2025 | Orlin Quiñónez    | 24'   | Manta                | 1 – 1     | Libertad                |
| 6/4/2025  | Andrés Madruga    | 54'   | Emelec               | 1 – 1     | Manta                   |
| 26/4/2025 | Dagner Quintero   | 37'   | Manta                | 1 – 1     | Liga de Quito           |
| 2/5/2025  | Dagner Quintero   | 45'   | Deportivo Cuenca     | 2 – 0     | Manta                   |
| 12/2/2025 | Edison Hernández  | 24'   | El Nacional          | 2 – 1     | Vinotinto Ecuador       |
| 24/5/2025 | José Quintero     | 75'   | Universidad Católica | 3 – 1     | Liga de Quito           |
| 31/5/2025 | Nahuel Gallardo   | 35'   | Delfín               | 1 – 1     | Independiente del Valle |
| 4/7/2025  | Agustín Gómez     | 60'   | Libertad             | 2 – 1     | Deportivo Cuenca        |

### Galardones
La Liga Profesional de Fútbol entrega reconocimientos cada jornada, premios mensuales y al finalizar cada fase a los mejores jugadores, a través de uno de sus patrocinadores, Marathon Sports.
| Fecha    | Jugador de la fecha | Equipo                  | Ref.   |
| -------- | ------------------- | ----------------------- | ------ |
| Fecha 1  | Michael Carcelén    | Aucas                   | [ 80 ] |
| Fecha 2  | Alejandro Tobar     | Deportivo Cuenca        | [ 81 ] |
| Fecha 3  | Gabriel Cortez      | Barcelona               | [ 82 ] |
| Fecha 4  | Jeison Medina       | Independiente del Valle | [ 83 ] |
| Fecha 5  | Facundo Castelli    | Emelec                  | [ 84 ] |
| Fecha 6  | Rafael Monti        | Vinotinto Ecuador       | [ 85 ] |
| Fecha 7  | Juan Cazares        | Independiente del Valle | [ 86 ] |
| Fecha 8  | Ángel Mena          | Orense                  | [ 87 ] |
| Fecha 9  | Rafael Monti        | Vinotinto Ecuador       | [ 88 ] |
| Fecha 10 | Júnior Sornoza      | Independiente del Valle | [ 89 ] |
| Fecha 11 | Gabriel Cortez      | Barcelona               | [ 90 ] |
| Fecha 12 | Daniel Valencia     | Manta                   | [ 91 ] |
| Fecha 13 | Octavio Rivero      | Barcelona               | [ 92 ] |
| Fecha 14 | Adrián Cela         | El Nacional             | [ 93 ] |
| Fecha 15 | Agustín Venezia     | Deportivo Cuenca        | [ 94 ] |
| Fecha 16 | Christian Alemán    | Manta                   | [ 95 ] |
| Fecha 17 | Janner Corozo       | Barcelona               | [ 96 ] |
| Fecha 18 | Bruno Caicedo       | Orense                  | [ 97 ] |
| Fecha 19 | Michael Estrada     | Liga de Quito           | [ 98 ] |
| Fecha 20 | Bryan Ramírez       | Liga de Quito           | [ 99 ] |

| Fecha    | Jugador de la fecha | Equipo                  | Ref.    |
| -------- | ------------------- | ----------------------- | ------- |
| Fecha 21 | Alejandro Tobar     | Deportivo Cuenca        | [ 100 ] |
| Fecha 22 | Claudio Spinelli    | Independiente del Valle | [ 101 ] |
| Fecha 23 | Rafael Monti        | Vinotinto Ecuador       | [ 102 ] |
| Fecha 24 | Miguel Parrales     | Barcelona               | [ 103 ] |
| Fecha 25 | Michael Hoyos       | Independiente del Valle | [ 104 ] |

| Mes  | Jugador del mes  | Equipo                       | Ref.    |
| ---- | ---------------- | ---------------------------- | ------- |
| May. | Christian Alemán | Manta Fútbol Club            | [ 105 ] |
| Jun. | Bryan Ramírez    | Liga Deportiva Universitaria | [ 106 ] |
| Jul. | Alejandro Tobar  | Club Deportivo Cuenca        | [ 107 ] |